# Marcia Reale
Marcia Reale d'Ordinanza (pol. „Marsz Królewski Ordinanzy”), także: Fanfara reale (pol. „Fanfara królewska”) był oficjalnym hymnem państwowym istniejącego w latach 1861-1946 Królestwa Włoch. Skomponował go Giuseppe Gabetti jako hymn domu królewskiego dynastii sabaudzkiej. Utwór ten nie posiadał oficjalnego tekstu, jednak istniało jego kilka nieoficjalnych wersji.
W latach 1922–1943 bezpośrednio po nim wykonywano hymn Narodowej Partii Faszystowskiej – Giovinezza.

## Nieoficjalne słowa hymnu
Evviva il Re ! Evviva il Re ! Evviva il Re !

Chinate o Reggimenti le Bandiere al nostro Re

La gloria e la fortuna dell'Italia con Lui è

Bei Fanti di Savoia gridate evviva il Re !

Chinate o Reggimenti le Bandiere al nostro Re !

Viva il Re ! Viva il Re ! Viva il Re !

Le trombe liete squillano

Viva il Re ! Viva il Re ! Viva il Re !

Con esso i canti echeggiano

Rullano i tamburi le trombe squillano squillano

Cantici di gloria eleviamo con fervor

Viva l'Italia, l'Italia evviva ! Evviva il Re !

Viva L'Italia, evviva li Re ! Evviva il Re !!!

Viva l'Italia ! Viva il Re ! Viva il Re !

Tutta l'Italia spera in Te, crede in Te,

gloria di nostra stirpe, segnal di libertà,

di libertà, di libertà, di libertà.

Quando i nemici agognino

i nostri campi floridi

dove gli eroi pugnarono

nelle trascorse età,

finché duri l'amor di patria fervido,

finché regni la nostra civiltà.

L'Alpe d'Italia libera,

dal bel parlare angelico,

piede d'odiato barbaro

giammai calpesterà

finché duri l'amor di patria fervido,

finche regni la nostra civiltà.

Come falange unanime

i figli della Patria

si copriran di gloria

gridando libertà.